# 나우루 협정
나우루 협정(Nauru Agreement Concerning Cooperation in the Management of Fisheries of Common Interest)은 FFA 국가중 외국어선의 자국 EEZ 입어를 허용하는 국가간의 어업관리제도를 조화를 도모하기 위하여 1982년 체결된 협정이며 협정의 당사국들인 나우루협정당사국(PNA: Parties to the Nauru Agreement)은 현재 미크로네시아, 키리바시, 마셜 제도, 나우루, 팔라우, PNG, 솔로몬 군도, 투발루 등 8개 주요 참치자원 보유국이 가입되어 있다. 사무국은 솔로몬 호니아라에 있는 FFA 사무국이 대행하고 있다. 특히, 자국 배타적경제수역에서 조업하는 원양조업국들에 대한 최소 입어조건을 정하고 있다.